# Phanerotoma nocturna
Phanerotoma nocturna är en stekelart som beskrevs av Vladimir Ivanovich Tobias 1967. Phanerotoma nocturna ingår i släktet Phanerotoma och familjen bracksteklar. Inga underarter finns listade i Catalogue of Life.